# Fleischer's Glossary of Mineral Species
Fleischer's Glossary of Mineral Species  är en förteckning över godkända mineral. Den första utgåvan publicerades 1971. Dess redaktör var USA-mineralogen och geokemisten Michael Fleischer.

## Utgåva 2018
År 2018 kom den 12:e reviderade utgåvan av Fleischer's Glossary of Mineral Species ut under redaktör Malcolm E. Back. Utgåvan innehöll alla 5 083 faktiska mineral som då hade godkänts av International Mineralogical Association (IMA) samt ytterligare 225 preliminärt godkända mineral. Utöver mineralnamn fanns uppgift om kemisk formel, eventuella kända polymorfer, typlokal, kristallsystem, eventuell relation till andra mineral och för många mineral en referensskrift samt till vilken grupp mineralet tillhör. Utgåvan är på 424 sidor och publicerades av Mineralogical Record, Tucson, USA.

## Ny utgåva
År 2022 kom den 13:e reviderade utgåvan ut. Den listar nu 5739 olika mineral.